# Tour de Cazaban
La tour de Cazaban est une tour située en France sur la commune de Palaja, dans le département de l'Aude en région Occitanie.
Elle fait l'objet d'une inscription au titre des monuments historiques depuis 1953.

## Localisation
La tour est située sur la commune de Palaja, dans le département français de l'Aude. Elle se situe en bordure de la R.D.42, entre les villages de Cazilhac et Palaja.

## Historique
L'édifice est inscrit au titre des monuments historiques le 24 avril 1953.
Des fouilles réalisées à la fin de l'année 1990 permettent de dévoiler les vestiges d'une église du XIe siècle d'un ancien prieuré : l’Église Saint Sépulcre et Saint Foulc. En 2012, des fouilles préventives liées aux travaux d'un bassin de rétention proche permettent de dévoiler des fondations, des tombes et des silos. La tour, l'ancien clocher transformé en pigeonnier au XVIIIe siècle, a été restaurée en 2013.
Entre 2015 et 2017, la commune réalise des travaux pour mettre en valeur le site.
Les panneaux d'informations du site annoncent des dimensions de 18 m sur 37 m.